# Глак, Уилл
Уилл Глак (англ. Will Gluck) ― американский кинорежиссер, кинопродюсер, сценарист, автор песен и композитор.

## Биография
Уилл Глак родился в семье американского учёного и японоведа Кэрол Глак и архитектора Питера Глака. Он начал свою карьеру в качестве телевизионного сценариста, работая над такими шоу, как «Grosse Pointe», «Луис» и «Энди Рихтер управляет Вселенной». Он был соавтором и продюсером сериала «Везунчик Сэм». Затем он стал художественным режиссером, и его первой работой стал фильм «Зажги этим летом!», который вышел в прокат 20 февраля 2009 года. Его следующим фильмом стал «Отличница лёгкого поведения» с Эммой Стоун, Томасом Хейденом Черчем, Патрисией Кларксон, Стэнли Туччи, Лизой Кудроу и Пенн Бэджли в главных ролях. Фильм собрал 75 миллионов долларов по всему миру и был номинирован на премию People's Choice Award, премию Золотой глобус, премию Critics Choice Award, премию GLAAD, премию A.C.E. и другие.
Его проект «Секс по дружбе» был выпущен 22 июля 2011 года, в нём снялись Джастин Тимберлейк и Мила Кунис. Актёрский состав ансамбля включает Вуди Харрельсона, Дженну Элфман, Ричарда Дженкинса, Патрисию Кларксон и Эмму Стоун. Фильм собрал в мировом прокате более 150 миллионов долларов и был номинирован на премию People's Choice Award, а также на номинацию за Лучший комедийный фильм.
Он снял ремейк фильма «Энни». Он был спродюсирован Глаком, Уиллом Смитом, Джеймсом Ласситером и Jay-Z. Фильм собрал в мировом прокате более 139 миллионов долларов.
Глак был соавтором, режиссером и продюсером сериала «Шоу Майкла Джей Фокса». Он получил признание критиков и аудиторию в первую неделю в 16 миллионов человек.
В июне 2017 года Глак и его продюсерская компания Olive Bridge Entertainment возобновили контракт с Sony Pictures Entertainment, охватывающий Columbia Pictures, и подписали новый телевизионный контракт с Entertainment One.
Следующий фильм Глака, «Кролик Питер», вышел в прокат 9 февраля 2018 года. Это самый успешный его проект в финансовом плане на сегодняшний день, который собрал в мировом прокате более 351 миллиона долларов.

## Награды
| Работа                        | Награда                               | Категория                                           | Итог                                   |
| ----------------------------- | ------------------------------------- | --------------------------------------------------- | -------------------------------------- |
| «Отличница лёгкого поведения» | 16th Critics' Choice Awards           | Best Comedy                                         | Победа                                 |
| «Отличница лёгкого поведения» | 37th People's Choice Awards           | Favorite Comedy                                     | Номинация                              |
| «Отличница лёгкого поведения» | 2011 Teen Choice Awards               | Teen Choice Award for Choice Movie: Romantic Comedy | Победа                                 |
| «Отличница лёгкого поведения» | 2011 The Comedy Awards                | Best Comedy Director                                | Номинация                              |
| «Отличница лёгкого поведения» | 2011 The Comedy Awards                | Best Comedy Film                                    | Номинация                              |
| «Секс по дружбе»              | 38th People's Choice Awards           | Favorite Comedy                                     | Номинация                              |
| «Шоу Майкла Джей Фокса»       | 2013 Critics' Choice Television Award | Most Exciting New Series                            | Победа                                 |
| «Энни»                        | 72nd Golden Globe Awards              | Best Original Song - "Opportunity"                  | Номинация (With Sia and Greg Kurstin), |
| «Кролик Питер»                | 2018 Teen Choice Awards               | Choice Fantasy Movie                                | Номинация                              |